# Ilyushin Il-102

O Ilyushin Il-102 foi um caça-bombardeiro experimental a jacto projetado pela Ilyushin nos anos 80. Este avião nunca foi escolhido para a produção, sendo ultrapassado pelo Su-25, e apenas 2 protótipos de desenvolvimento foram construídos.

## Design e desenvolvimento

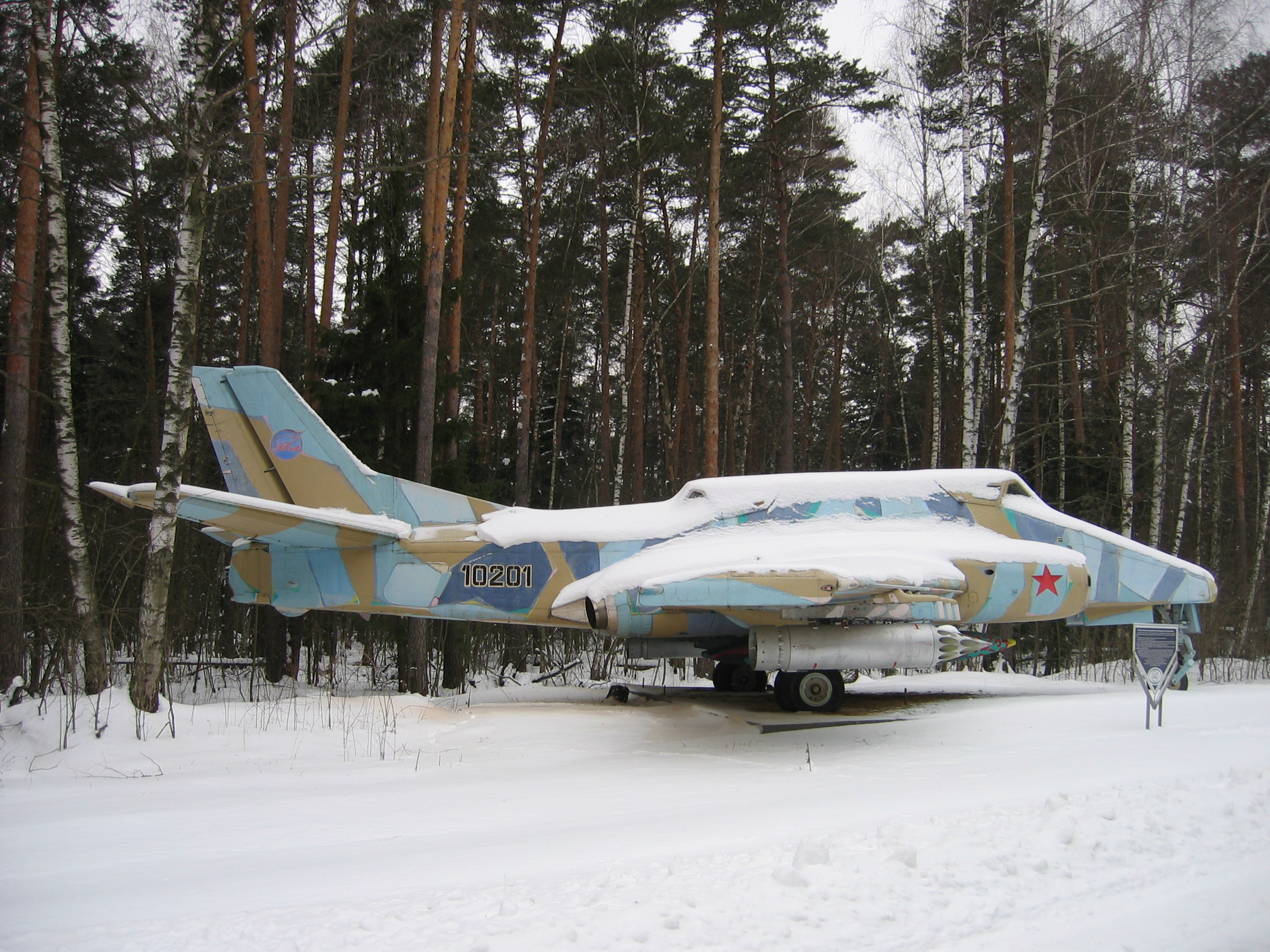
O protótipo Ilyushin Il-102 em exposição no Instituto de Pesquisa de Voo Gromov

Em 1967, a Força Aérea Soviética estabeleceu uma especificação para um jato shturmovik blindado. Enquanto Sukhoi concebeu uma aeronave de assento único, o Su-25, Ilyushin propôs uma versão modificada do seu Il-40 , de 1953 sob a designação de Il-42, que, ao contrário do Sukhoi, foi uma versão de dois-assentos com uma  torre traseira controlada remotamente. O projeto foi rejeitado pela Força Aérea Soviética, mas a Ilyushin decidiu continuar o desenvolvimento, como capital de risco privado, mudar o nome do programa de Il-102.
O primeiro protótipo voou pela primeira vez em 25 de setembro de 1982, e realizou 250 voos de testes até ser retirado em 1984, quando a vida útil do motor expirou. O segundo protótipo realizou testes estáticos em solo.
Embora seu desenvolvimento ser abandonado em 1984, o protótipo do Il-102 foi apresentado ao público em 1992 durante a exposição aérea Mosaeroshow-92 no Aeroporto Internacional de Jukovsky, sendo reivindicado a ser disponível para exportação. A partir de 2005, o protótipo foi montado sobre um pedestal e colocado em exposição no Instituto de Pesquisa de voo Gromov, localizado em Jukovsky, 40 km a sudeste de Moscou.